# Gundagal, Madhugiri
Gundagal là một làng thuộc tehsil Madhugiri, huyện Tumkur, bang Karnataka, Ấn Độ.